# Coffeeville (Alabama)
Coffeeville ist ein Ort im Clarke County, Alabama, Vereinigte Staaten. Der Ort hat eine Gesamtfläche von 11,7 km². Das U.S. Census Bureau hat bei der Volkszählung 2020 eine Einwohnerzahl von 263 ermittelt.

## Demographie
Nach der Volkszählung aus dem Jahr 2000 hatte Coffeeville 360 Einwohner, die sich auf 165 Haushalte und 97 Familien verteilten. Die Bevölkerungsdichte betrug 30,8 Einwohner/km². 61,11 % der Einwohner waren weiß, 38,89 % afroamerikanisch. In 22,4 % der Haushalte lebten Kinder unter 18 Jahren. Das Durchschnittseinkommen betrug 19545 Dollar pro Haushalt, wobei 25,6 % der Bevölkerung unterhalb der Armutsgrenze lebten.